# Región del Norte (Malaui)
La Región del Norte es una de las tres regiones en que se divide Malaui. Cubre un área de 26.931 km² y alberga una población de 1 389 475 personas. La capital es Mzuzu.

## Distritos
- Distrito de Chitipa
- Distrito de Karonga
- Distrito de Likoma
- Distrito de Mzimba
- Distrito de Nkhata Bay
- Distrito de Rumphi

- Datos: Q868827